# Zlom spodnje čeljustnice
Zlom spodnje čeljustnice ali zlom mandibule (latinsko fractura mandibulae) je kostni zlom, ki prizadene spodnjo čeljustnico. V ok. 60 % primerov se pojavi na dveh mestih. Posledica zloma je lahko nezmožnost popolnega odprtja ust, pogosto tudi nepravilen griz ali krvavitev iz dlesni. Mandibularni zlomi se najpogosteje pojavljajo pri moških v 30. letih.
Zlom spodnje čeljustnice je navadno posledica poškodbe. Sem spadata npr. padec na brado in udarec s strani. Redko se pojavi zaradi osteonekroze ali kostnih tumorjev. Najpogosteje prizadeta mesta so kondilarni procesus (36 %), telo (21 %), kot (20 %) in simfiza (14 %) spodnje čeljustnice. Čeprav je diagnozo včasih mogoče postaviti z nativno rentgensko sliko, je sodobno CT-slikanje natančnejše.
Takojšnja operacija ni vedno nujna. V nekaterih primerih se lahko poškodovanec vrne domov in se operacija opravi čez nekaj dni. Uporabijo se lahko različne kirurške tehnike, vključno z maksilomandibularno fiksacijo in odprto repozicijo ter interno fiksacijo (ORIF). Pogosto se za krajši čas uvedejo antibiotiki, npr. penicilin, vendar je ta praksa z dokazi šibko podprta.